# 有吉VSミジメちゃん
正月なのに不幸オーラ全開!有吉VSミジメちゃん 今年幸せになってほしい大賞（しょうがつなのにふこうオーラぜんかい ありよしばーさすみじめちゃん ことししあわせになってほしいたいしょう）は、2015年1月2日に関西テレビ制作・フジテレビ系列にて放送された特別番組（トークドキュメンタリー教養番組）。有吉弘行の冠番組。

## 概要
芸能界の貧乏や不幸体験した「ミジメちゃん」が集合し、人生最良の年になるべく過去のミジメ・不幸を話し合う番組。前年放送した『有吉×独身さん芸能人 結婚偏差値㊙チェック 新春早々大きなお世話だよSP』に続く、有吉司会の正月特番。

## 司会者
- 有吉弘行
- 高橋真麻

## ゲスト

### ミジメちゃん
- 大久保佳代子（オアシズ）
- 水沢アリー
- 伊達みきお（サンドウィッチマン）
- 釈由美子
- 中川礼二（中川家）
- 布川敏和
- 西村賢太
- 石井一久
- 小沢一敬（スピードワゴン）
- アンミカ
- 長州力
- 宮崎宣子
- 林下清志
- 田中卓志（アンガールズ）
- 肥後克広（ダチョウ倶楽部）
- 武田修宏

### 見届け人
- 長嶋一茂
- 大島優子
- 大鶴義丹

### VTR出演
- 小林星蘭
- 濱田ここね

## 主なスタッフ
- ナレーター：木村匡也、杉本るみ
- 構成：興津豪乃、工藤ひろこ、坂田康子、岩本哲也、本松エリ
- TD：竹内弘佳
- CAM：古俣智則
- VE：春日悠
- AUD：絹山幸広
- TP：辻本豊
- LD：穴田健二
- ロケ技術：山田充弘、畠中宏
- 美術制作：内藤佳奈子
- デザイン：野口陽介
- 美術進行：横山勇
- 大道具制作：卜部徹夫
- マルチ：大高貢
- メイク：吉田みわ
- 技術協力：fmt、RAFT、VIC、麻布プラザ、東京オフラインセンター
- 美術協力：フジアール、ビッグタウンズ
- ビジュアルクリエーター：薗部健
- 編集：奥山雄高
- MA：高橋友樹
- 音効：大久保吉久・大貫孝輔（いずれも3×7）
- リサーチ：リベラス
- 宣伝：岡光寛子・羽藤ゆかり（いずれも関西テレビ）
- 編成：山中厚史（関西テレビ）
- TK：藤井ひと美
- デスク：武部えみ
- AP：渡邊奈津子、山田愛子、金子三枝
- AD：伊藤泰助、加藤未来、鹿子本美夏、高橋立志、安蒜哲哉、南渚沙
- ディレクター：石川のりひさ、大谷卓、横山健一、永松近也、高橋諒太（関西テレビ）、溝田和史、中村いずみ、太田実
- 演出：小田切大輔、長沼昭悟
- 総合演出：田中経一（ホームラン製作所）
- プロデューサー：細川陽子（関西テレビ）、宇和川隆（C&R社）
- 制作協力：クリーク・アンド・リバー社
- 制作著作：関西テレビ

## 放送時間
- 金曜21:00 - 23:30（JST）